# Чу, Джимми
Джи́мми Чу (кит. упр. 周仰傑, палл. Чжоу Янцзе, англ. Jimmy Choo; род. 15 ноября 1948, Джорджтаун) — малайзийский дизайнер обуви, основатель компании Jimmy Choo Ltd (1996). В 2009 г. открыл ресторан в Лондоне. В 2011 появился первый выпуск духов. Биографию Джимми Чу изучают в малазийских школах.
Стал известен благодаря линейке обуви Daniel и лестному отзыву принцессы Дианы о его работе. Обувь дизайнера неоднократно упоминается в сериале «Секс в большом городе», а также в фильмах «Дьявол носит Prada» и «Кровью и потом: Анаболики». В 2001 году продал половину компании и работал над созданием одежды производимой по лицензии компании. Джимми Чу расширил производство и начал изготавливать сумки, естественно такого же превосходного качества, удостоенные вниманием и оценены по достоинству общественностью. На сегодня к этому бренду добавилась ещё и парфюмерия, как женская, так и мужская линия.

## Награды
- 18 июня 2003 года награждён орденом Британской Империи за вклад в дело обувной индустрии[2].
- В 2012 году получил аристократический титул «датук» из рук верховного короля Малайзии Азлан Шаха за вклад в экономику страны.